# Isabell Roch
Isabell Roch (* 26. Juli 1990 in Erlenbach am Main) ist eine ehemalige deutsche Handballspielerin.

## Karriere

### Verein
Die 1,77 m große Torhüterin spielte in den Jugendmannschaften des TV Großwallstadt und der A-Jugend-Regionalligamannschaft der HSG Aschaffenburg. Im Oktober 2005 bot der Bundesliga- und ehemalige Nationaltrainer Dago Leukefeld der damals 15-Jährigen ein Engagement beim Thüringer HC an, welches sie annahm. Roch, die in Erfurt das Pierre-de-Coubertin-Gymnasium (eine Eliteschule des Sports) besuchte, spielte mit der B-Jugend des Thüringer HC zwei Jahre erfolgreich um die deutsche Meisterschaft. Mit bereits 16 Jahren gehörte sie zum Bundesligakader des Vereins. Am 1. Dezember 2008 verließ sie aus sportlichen Gründen den Thüringer HC. Am 5. Dezember wurde ihr Wechsel zu den Rhein-Main Bienen bekanntgegeben. Dort war ihr Vater, der ehemalige National- und Bundesliga-Torhüter Siegfried Roch, Torwarttrainer. Durch die plötzliche Insolvenz der Rhein-Main-Bienen wechselte sie zu Borussia Dortmund. Bedingt durch den Abstieg des BVB wechselte sie im Sommer 2010 zum Erstligisten HSG Blomberg-Lippe. Im Sommer 2015 schloss sie sich der SG BBM Bietigheim an. Ab der Saison 2017/18 stand sie beim TuS Metzingen unter Vertrag. Zur Saison 2019/20 wechselte sie zum Ligakonkurrenten Borussia Dortmund. Mit Dortmund gewann sie 2021 die deutsche Meisterschaft. Ab dem Sommer 2021 lief sie für den rumänischen Erstligisten SCM Râmnicu Vâlcea auf. Nach der Saison 2023/24 beendete Roch ihre Karriere.

### Nationalmannschaft
Sie spielte 38-mal in der Jugendnationalmannschaft. Am 21. März 2018 bestritt sie ihr Debüt für die deutsche Nationalmannschaft. Sie absolvierte 50 Spiele.

## Erfolge
- Deutscher Meister 2017, 2021
- Deutscher Meister weibliche B-Jugend 2006 und 2007
- Sieger Jugend trainiert für Olympia 2006 und 2007
- Auszeichnung 2008: Beste Nationaltorhüterin des Vier-Nationen-Turniers in Polen
- Auszeichnung 2009: Beste Nationaltorhüterin des Vier-Nationen-Turniers in Deutschland/Altlandsberg

## Sonstiges
Sie ist mit dem deutschen Handballspieler Valentin Schmidt verheiratet.